# Brasfibra
Brasfibra war ein brasilianischer Hersteller von Automobilen.

## Unternehmensgeschichte
Das Unternehmen aus Fortaleza stellte in der Zeit um 1990 Automobile her. Der Markenname lautete Happy.

## Fahrzeuge
Im Angebot standen VW-Buggies. Auf ein selbst hergestelltes Fahrgestell wurde eine offene türlose Karosserie montiert. Eckige Scheinwerfer waren in die Fahrzeugfront integriert. Ein luftgekühlter Vierzylinder-Boxermotor von Volkswagen do Brasil im Heck trieb die Hinterräder an. Erhältlich waren die Fahrzeuge in den Ausführungen Standard und Luxus.